# Кулуштан
Кулуштан (кирг. Кулуштан) — село в Ноокатском районе Ошской области Кыргызстана. Входит в состав Кулатовского айылного аймака.

## География
Село расположено в западной части области, на расстоянии приблизительно 28 километров (по прямой) к западу от города Ноокат, административного центра района.

## История
Населённый пункт получил статус села согласно Закону Кыргызской Республики "Об отнесении некоторых населённых пунктов Баткенской, Джалал-Абадской, Нарынской и Ошской областей Кыргызской Республики к категории айыла (села)" от 21 апреля 2020 года.

## Население
Согласно оценочным данным Национального статистического комитета Кыргызской Республики, численность населения села на начало 2023 года составляла 1787 человек.
| год     | 2021 | 2023 |
| ------- | ---- | ---- |
| человек | 1743 | 1787 |

## Инфраструктура
В Кулуштане имеются: средняя школа, детский сад, мечеть, 4 магазина и спортивный комплекс.